# دیکن
دایکن (به هلندی: Dijken) یک منطقهٔ مسکونی در هلند است که در ده‌فریسکه مارن واقع شده‌است. دایکن ۶۵ نفر جمعیت دارد.